# Thomas Cup 2012/Qualifikation Afrika
Die Qualifikation zum Thomas Cup 2012 des afrikanischen Kontinentalverbandes fand vom 22. bis zum 26. Februar 2012 in Addis Abeba statt.

## Gruppe A

### Endstand
| Platz | Land      | Spiele | gew. | verl. | Pkte. gew. | Pkte. verl. | Qualif. |
| ----- | --------- | ------ | ---- | ----- | ---------- | ----------- | ------- |
| 1     | Südafrika | 3      | 3    | 0     | 13         | 2           | ja      |
| 2     | Ägypten   | 3      | 2    | 1     | 12         | 3           | ja      |
| 3     | Äthiopien | 3      | 1    | 2     | 3          | 12          |         |
| 4     | Kenia     | 3      | 0    | 3     | 2          | 13          |         |

|           | Ergebnis |           |
| --------- | -------- | --------- |
| Ägypten   | 5-0      | Kenia     |
| Kenia     | 0-5      | Südafrika |
| Ägypten   | 5-0      | Äthiopien |
| Äthiopien | 3-2      | Kenia     |
| Äthiopien | 0-5      | Südafrika |
| Ägypten   | 2-3      | Südafrika |

## Gruppe B

### Endstand
| Platz | Land      | Spiele | gew. | verl. | Pkte. gew. | Pkte. verl. | Qualif. |
| ----- | --------- | ------ | ---- | ----- | ---------- | ----------- | ------- |
| 1     | Nigeria   | 2      | 2    | 0     | 8          | 2           | ja      |
| 2     | Mauritius | 2      | 1    | 0     | 6          | 4           | ja      |
| 3     | Uganda    | 2      | 0    | 2     | 1          | 9           |         |

|           | Ergebnis |         |
| --------- | -------- | ------- |
| Nigeria   | 4-1      | Uganda  |
| Mauritius | 1-4      | Nigeria |
| Mauritius | 5-0      | Uganda  |

## Endrunde
|  | Halbfinale      | Halbfinale      |           |         | Finale          | Finale          |
|  |                 |                 |           |         |                 |                 |
|  | 2012/2/23 08:30 |                 |           |         |                 |                 |
|  | Ägypten         | 0               |           |         |                 |                 |
|  | Nigeria         | 3               |           |         | 2012/2/26 15:00 | 2012/2/26 15:00 |
|  |                 |                 | Südafrika | 3       |                 |                 |
|  | 2012/2/25 09:00 | 2012/2/25 09:00 |           | Nigeria | 1               |                 |
|  | Südafrika       | 3               |           |         |                 |                 |
|  | Mauritius       | 0               |           |         |                 |                 |
|  |                 |                 |           |         |                 |                 |